# Саффолк (округ, Массачусетс)
Округ Саффолк (англ. Suffolk County) располагается в штате Массачусетс, США. Официально образован в 1643 году. По состоянию на 2013 год, численность населения составляла 755 503 человека.

## География
По данным Бюро переписи США, общая площадь округа равняется 310,800 км2, из которых 150,220 км2 суша и 160,580 км2 или 52,000 % это водоёмы.

### Соседние округа
- Эссекс (север)
- Норфолк (юг)
- Мидлсекс (запад)

Округ Саффолк не имеет сухопутной границы с округом Плимут на его юго-востоке, но два округа имеют водную границу в центре Массачусетского залива.

## Население
По данным переписи населения 2010 года в округе проживает 722 023 жителей в составе 315 522 домашних хозяйств и 139 082 семей. Плотность населения составляет 4 551,00 человек на км2. На территории округа насчитывается 292 520 жилых строений, при плотности застройки около 1 930,00-ти строений на км2. Расовый состав населения: белые — 48,10 %, афроамериканцы — 21,60 %, коренные американцы (индейцы) — 0,40 %, азиаты — 8,20 %, гавайцы — 0,06 %, представители других рас — 8,17 %, представители двух или более рас — 3,90 %. Испаноязычные составляли 19,90 % населения независимо от расы.
В составе 23,50 % из общего числа домашних хозяйств проживают дети в возрасте до 18 лет, 29,30 % домашних хозяйств представляют собой супружеские пары проживающие вместе, 16,30 % домашних хозяйств представляют собой одиноких женщин без супруга, 50,10 % домашних хозяйств не имеют отношения к семьям, 36,30 % домашних хозяйств состоят из одного человека, 9,50 % домашних хозяйств состоят из престарелых (65 лет и старше), проживающих в одиночестве. Средний размер домашнего хозяйства составляет 2,34 человека, и средний размер семьи 3,17 человека.
Возрастной состав округа: 20,20 % моложе 18 лет, 15,10 % от 18 до 24, 35,50 % от 25 до 44, 18,10 % от 45 до 64 и 18,10 % от 65 и старше. Средний возраст жителя округа 32 лет. На каждые 100 женщин приходится 93,20 мужчин. На каждые 100 женщин старше 18 лет приходится 90,50 мужчин.
Средний доход на домохозяйство в округе составлял 39 355 USD, на семью — 44 361 USD. Среднестатистический заработок мужчины был 37 174 USD против 32 176 USD для женщины. Доход на душу населения составлял 22 766 USD. Около 14,90 % семей и 19,00 % общего населения находились ниже черты бедности, в том числе — 24,90 % молодёжи (тех, кому ещё не исполнилось 18 лет) и 17,00 % тех, кому было уже больше 65 лет.

## История
Графство было создано Генеральным судом Массачусетса 10 мая 1643 г., когда было приказано «разделить всю плантацию в пределах этой юрисдикции на четыре округа». Изначально в Саффолке входили Бостон, Роксбери, Дорчестер, Дедхэм, Брейнтри, Уэймут и Хингем. Округ было названо в честь Саффолка, Англия, что означает «южный народ».
В 1731 году крайние западные части округа Саффолк, в том числе Аксбридж , были разделены и стали частью округа Вустер. В 1793 году большая часть первоначального округа Саффолк (включая Милтон), за исключением Бостона, Челси, Хингема и Халла (которые остались в Саффолке), отделилась и стала округом Норфолк. Хингэм и Халл покинут округо Саффолк и присоединятся к округу Плимут в 1803 году. Ревир был выделен из Челси и включен в 1846 году, а Уинтроп был выделен из Ревира и включен в 1852 году.
В конце XIX и начале XX веков Бостон присоединил несколько соседних городов и поселков, включая Гайд-Парк, Роксбери, Уэст-Роксбери и Дорчестер из округа Норфолк и Чарльзтаун и Брайтон из округа Мидлсекс.

## Правительство и политика
Как и все большее число округов Массачусетса, округ Саффолк существует сегодня только как исторический географический регион и не имеет правительства округа. Все прежние функции округа были взяты на себя государственными агентствами в 1999 году. Шериф, окружной прокурор и некоторые другие региональные должностные лица с особыми обязанностями по-прежнему избираются на местном уровне для выполнения своих обязанностей в пределах округа, но нет совета округа, исполнительной власти. Непосредственно до отмены правительства округа полномочия Комиссии округа Саффолк в течение многих лет осуществлялись городским советом Бостона, хотя три общины в округе не являются частью города. Однако теперь общинам предоставлено право формировать свои собственные региональные соглашения для совместного использования услуг.
С политической точки зрения округ Саффолк в подавляющем большинстве поддерживает Демократическую партию. Ни один кандидат в президенты от республиканцев не выигрывал там со времен Кэлвина Кулиджа в 1924 году. В 2012 году Барак Обама получил 77,4% голосов по сравнению с 20,8% у бывшего губернатора Массачусетса Митта Ромни .